# Eurypanopeus planus
Eurypanopeus planus is een krabbensoort uit de familie van de Panopeidae. De wetenschappelijke naam van de soort is voor het eerst geldig gepubliceerd in 1869 door Smith.